# Fiorella Bottaioli
Fiorella Bottaioli (Montevideo, 16 de mayo de 1995) es una actriz, locutora y modelo uruguaya.
Su primer rol en cine fue en la película "Tan frágil como un segundo" del director Santiago Ventura en 2013, en 2014 quedó seleccionada en el Centro artístico de selección de talentos (CAST) de Telefe en Argentina. 
En 2023 estrenó la película La Uruguaya, donde interpreta a la protagonista Magalí Guerra Zabala. En ese papel ganó el premio a Mejor Actriz en el Festival Internacional de Cine de Barcelona-Sant Jordi BCN (2023).
En 2023 realizó una participación en la telenovela Buenos chicos de Pol-ka Producciones. En 2024 formó parte del elenco recurrente de la serie de Max, Margarita, interpretando a Clara.